# Sámsonházi-hólyagbarlang
A Sámsonházi-hólyagbarlang elpusztult, andezitben képződött gázhólyagbarlang, amely a Cserhátban helyezkedett el.

## Leírás
A Cserhát keleti részén, Kelet-cserháti Tájvédelmi Körzetben, természetvédelmi területen, Sámsonháza belterületének az északnyugati szélén, egy kőfejtőben, valószínűleg egy magasabb művelési szinten nyílt a valószínűleg délnyugat felé néző, körülbelül 1–1,2 méter magas, 50–60 centiméter széles, vízszintes tengelyirányú és négyszög alakú bejárata. A kőfejtő egy híres, rekultivált, nagyon látványos, geológiai szempontból érdekes kőbánya. A barlang közelében még néhány kis, deciméteres méretű hólyagüreg is volt.
A szingenetikus, azaz a kőzettel egy időben keletkezett gázhólyagbarlang andezittufa fekün, miocén piroxénandezitben, gőzrobbanással jött létre. A fülkéje három méter átmérőjű volt és a falait karbonátkiválások borították. Sámsonháza három barlangja közül az egyik. A másik kettő a Dupla-üreg és az elveszett Csapás-tetői-barlang.
1988-ban volt először Sámsonházi-hólyagbarlangnak nevezve a barlang az irodalmában. Előfordul irodalmában Sámsonházai-hólyagbarlang (Kordos 1984) és Sámsonházai hólyag-barlang (Bertalan 1976) neveken is.

## Kutatástörténet
Kőbányászat tárta fel. 1966-ban fejtette le a kőbánya. Az 1971. évi Karszt- és Barlangkutatásban az lett angolul publikálva, hogy Sámsonháza környékén egy három méter átmérőjű gázbuborékbarlangot sikerült megfigyelni, amely azóta megsemmisült. A barlang a tufapadokkal váltakozó miocén andezit-lávafolyások egyikében alakult ki és karbonátásványok borították a falait. A környéken néhány, deciméteres méretű üreget is megfigyeltek. A tanulmányhoz mellékelve lett egy fénykép a körülbelül három méter átmérőjű barlang bejáratáról és egy fénykép az egyik kis üregről. A fényképeket Varga Gy. készítette.
Az 1976-ban befejezett, Magyarország barlangleltára című kéziratban az olvasható, hogy a Sámsonházai hólyag-barlang a Cserhátban, Sámsonházán helyezkedik el. Sámsonházától É–ÉNy-ra kb. 850 m-re található az andezitláva 3 m átmérőjű hólyagbarlangja. A kézirat barlangra vonatkozó része 1 tanulmány alapján lett írva.
Az 1984-ben napvilágot látott, Magyarország barlangjai című könyv országos barlanglistájában szerepel a Börzsöny–Cserhát–Karancs barlangjai között a barlang Sámsonházai-hólyagbarlang néven. A listához kapcsolódóan látható a Magyarország barlangjainak földrajzi elhelyezkedését áttekintő térképen a barlang földrajzi elhelyezkedése. Az Alba Regia Barlangkutató Csoport 1988. évi évkönyvében le van írva. A leírás szerint csak Szentes György írása említi és területileg az 5223-as barlangkataszteri területen nyílt. A csoport 1989. évi évkönyvében az van írva, hogy három méter hosszú, egy méter magas volt és lebányászták, valamint az évkönyvbe bekerült egy helyszínrajz, amelyen be van jelölve helye. Az évkönyvben van egy összesítés a hegység barlangjairól, amely szerint Sámsonháza két barlangja közül az egyik. A listában az olvasható, hogy a hegység négy andezitben kialakult barlangjának egyike.
Az Eszterhás István által 1989-ben írt, Magyarország nemkarsztos barlangjainak listája című kéziratban az olvasható, hogy a Cserhát hegységben, az 5223-as barlangkataszteri területen, Sámsonházán létezett Sámsonházi-hólyagbarlang andezitben keletkezett. A 3 m hosszú és ismeretlen mélységű, magasságú és függőleges kiterjedésű barlang le van bányászva. A Cserhát hegység nem karsztkőzetben keletkezett 9 barlangja közül az egyik, illetve Sámsonháza nem karsztkőzetben kialakult 3 barlangjának egyike. A listában meg van említve az a Magyarországon, nem karsztkőzetben kialakult, létrehozott 220 objektum (203 barlang és 17 mesterséges üreg), amelyek 1989. év végéig váltak ismertté. Magyarországon 19 barlang keletkezett andezitben. Az összeállítás szerint Kordos László 1984-ben kiadott barlanglistájában fel van sorolva 119 olyan barlang is, amelyek nem karsztkőzetben jöttek létre. Az 1989. évi Karszt és Barlang különszámában angol nyelven van leírva a Sámsonházi-hólyagbarlang. A publikáció szerint a 3 m hosszú barlang egy egyszerű, szabályos alakú gázbuborék.
Az Eszterhás István által 1993-ban összeállított, Magyarország nemkarsztos barlangjainak lajstroma című kéziratban meg van említve, hogy a Cserhát hegységben, az 5223-as barlangkataszteri területen, Sámsonházán helyezkedett el a Sámsonházi-hólyagbarlang. A barlang a Cserhát hegység nem karsztkőzetben kialakult 10 barlangja közül az egyik. Az andezitben keletkezett, 3 m hosszú, ismeretlen magas, ismeretlen mélységű és ismeretlen függőleges kiterjedésű barlang le van bányászva. Az összeállításban fel van sorolva az a Magyarországon, nem karsztkőzetben kialakult, létrehozott 520 objektum (478 barlang és 42 mesterséges üreg), amelyek 1993 végéig ismertté váltak. Magyarországon 178 barlang, illetve mesterségesen létrehozott, barlangnak nevezett üreg alakult ki, lett kialakítva andezitben.
A 2001. november 12-én készült, Magyarország nemkarsztos barlangjainak irodalomjegyzéke című kézirat barlangnévmutatójában meg van említve a Sámsonházi-hólyagbarlang. A barlangnévmutatóban fel van sorolva 11 irodalmi mű, amelyek foglalkoznak a barlanggal. A 2004. évi Karsztfejlődésben szó van arról, hogy a barlang kb. 3 méter hosszú. A publikációban meg vannak adva az üreg EOV koordinátái. A 2017. évi Karsztfejlődésben van egy rövid leírás a barlangról és publikálva lett egy helyszínrajz, amelyen meg van jelölve helye.

## További irodalom
- Eszterhás István: Magyarországi lávabarlangok. Hegyi Sport, 1991. 3. sz. Miskolc. 25–26. old.